# مارموست (سرده)
مارموسِت‌ها (به انگلیسی: Marmoset) نام یک سرده از میمون‌های بسیار کوچک‌جثه و دم‌بلند جهان نو هستند که بر خلاف میمون‌های پیشرفته‌تر به جای ناخن چنگال دارند و دم آنان گیرنده نیست. این سرده در بر گیرندهٔ مارموست‌های جنگل اطلس است.

## فهرست گونه‌ها
- سرده مارموست‌ها شامل ۶ گونه به شرح زیر است.
  - مارموست معمولی، Callithrix jacchus
  - مارموست کاکل‌سیاه، Callithrix penicillata
  - مارموست وید، Callithrix kuhlii
  - مارموست سرسفید، Callithrix geoffroyi
  - مارموست سرنخودی، Callithrix flaviceps
  - مارموست کاکل‌نخودی، Callithrix aurita